# 中華民國—荷蘭關係
中華民國與荷兰王国（正式國名為尼德蘭王國）於1913—1950年有官方外交關係，斷交直至1970年代後互設具大使館功能的代表機構。

## 政治

### 外交

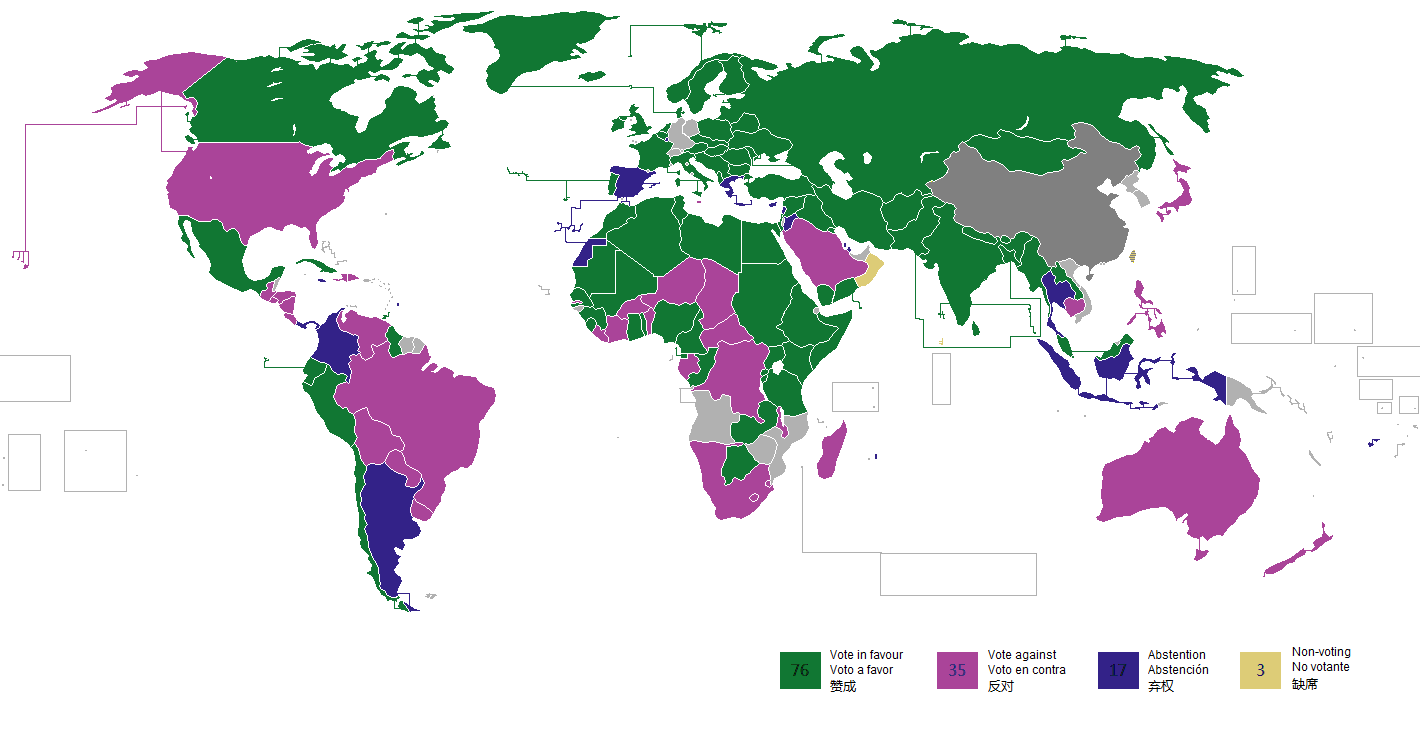
綠色國家表示在1971年的投票中反對中華民國續留聯合國，即《聯合國大會2758號決議》，其中包括荷蘭。

1912年，中華民國成立後，向荷蘭派駐外交代表，由前清廷駐荷蘭國欽差大臣劉鏡人繼續擔任，年底任命魏宸组為首任公使。
1913年10月6日，荷蘭外交承認中華民國北洋政府，於行政首都海牙設立中華民國駐荷蘭王國公使館、於首都北京設立荷蘭王國駐中華民國公使館，荷蘭公使由駐前大清公使貝拉斯繼續擔任。
1928年12月19日，隨著國民革命軍北伐幾近尾聲，荷蘭外交承認中華民國國民政府。
1943年2月15日，建立大使級外交關係。兩國公使館升格為大使館，並互派大使，中華民國大使由公使金问泗升任。
1947年6月，荷蘭大使館遷至首都南京。
1949年，中華民國政府遷台後，兩國繼續維持邦交。
1950年3月27日，荷蘭與中華民國斷交。31日，關閉大使館。

#### 支持中華民國的友好行動
2003年12月，荷蘭眾議院首度通過由跨黨派議員聯名提出的友台決議，除要求荷蘭政府發給臺灣高層官員過境停留簽證，並要求政府敦促欧洲联盟放寬對臺灣高層官員的訪問限制。
2005年11月，荷蘭眾議院首次以通過決議的方式，支持台灣成為世界衛生組織（WHO）觀察員。
2019年10月8日，荷蘭眾議院首次以通過動議的方式，支持台灣參與国际组织，此案是由荷蘭執政聯盟第二大黨基督教民主呼籲及在野黨政治改革黨眾議員共同連署提出，籲請荷蘭政府參照美國及澳洲等國公開支持台灣作法，在歐盟架構下尋求各種可行方案，支持台灣參與國際組織及相關事務。
2021年5月，荷蘭外交部長布洛克、衛生福利暨體育部長范哈克表示支持臺灣參與世界卫生大会（WHA）。
2021年11月23日，荷蘭眾議院以149票對1票的壓倒性票數通過動議案，籲請荷蘭政府和其他具相同理念的國家共同支持台灣參與國際刑警組織，為繼2019年通過支持台灣參與國際組織的動議案以來，再度聲援台灣參與國際事務，荷蘭外交部長奈朋亦表示支持。11月30日，荷蘭眾議院另通過兩項動議，分別是120票對30票通過籲請荷蘭政府不接受中國片面改變臺海現狀，以及119票對31票通過敦促歐盟支持立陶宛加強與臺灣發展關係。
2023年2月14日，中華民國立法委員訪問團在駐荷蘭代表陳欣新陪同下，前往荷蘭眾議院參訪，創下兩國國會首例。荷蘭方面由外交委員會主席赫爾馬、經濟委員會主席穆德、國防委員會主席德羅恩等跨黨派議員接待。
2024年5月24日，荷蘭眾議院對於中國人民解放軍的「環台軍演」一事，以全體150名議員中146票贊成票的壓倒性票數通過緊急動議案，籲請荷蘭政府聯合歐盟成員國與理念相近的歐洲國家，共同維護台海現狀，以及加強與台灣合作。
2024年9月12日，荷蘭眾議院通過動議，指出《聯合國大會第2758號決議》並未決定中國對台灣擁有主權，也未排除台灣參與聯合國或其他國際組織，認為中國扭曲該決議，並阻擋台灣的國際參與。重申台灣參與國際民航組織（ICAO）與世界衛生組織（WHO）等國際組織符合荷蘭的利益。
2025年5月，荷蘭常駐聯合國日內瓦辦事處代表貝克斯 （Paul Bekkers）在WHA表示「鼓勵包括台灣在內，所有對改善世界衛生提供寶貴專業與知識的各方參與」。

#### 人員互訪（1986年至今）
僅列舉部分名單：
中華民國：前副總統蕭萬長、行政院副院長徐立德、司法院長翁岳生、考試院長姚嘉文、財政部長顏慶章、經濟部長沈榮津、法務部長曾勇夫、羅瑩雪、交通部長陳建宇、文化部長洪孟啟、科技部長楊弘敦、陳良基、衛生署長李明亮、環境保護署長李應元、消防署長趙鋼、國家科學委員會主任委員魏哲和、公平交易委員會主任委員趙揚清、湯金全、大陸委員會主任委員吳釗燮、賴幸媛、農業委員會主任委員陳武雄、原住民族委員會主任委員孫大川、僑務委員會委員長祝基瀅、吳英毅、陳士魁、吳新興、國立故宮博物院長杜正勝、林曼麗、國家圖書館長曾淑賢、台北市長郝龍斌、柯文哲、高雄市長謝長廷、桃園市長鄭文燦、台中市長林佳龍、高雄市議會議長蔡見興、國立師範大學校長郭義雄、天主教輔仁大學校長黎建球。
荷蘭：前首相范艾格、前國防大臣范艾倫、環保部次長湯梅爾（Dirk Tommel）、經濟部對外關係司總司長安格寧（Frans Engering）、布茵司馬（Dick Bruinsma）、范瑞文（Roderick van Schreven）、外交部對外經濟關係司總司長史密茲、舒林（Hanneke Schuiling）、外貿局長博迪安（Dominique Bauduin）、眾議院外交委員會主席德韓（Henk de Haan）、范巴倫、眾議院國防委員會主席范巴倫、眾議院經濟委員會主席佛斯（H. Vos）、荷屬安地列斯議會議長瓦雷、自由黨主席兼國際自由聯盟主席伯克斯坦、飛利浦執行副總裁柯爾曼（Martin Kuilman）。

### 代表機構

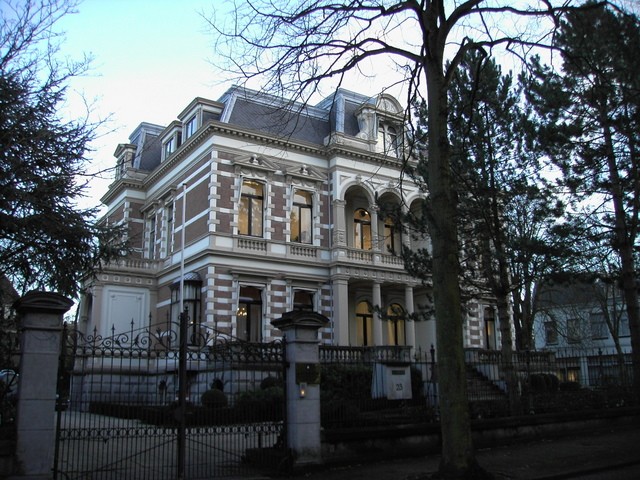
駐荷蘭台北代表處

1978年2月2日，中華民國於海牙設立具大使館功能的駐荷蘭孫逸仙中心（Centre Dr. Sun Yat-sen）。1979年8月24日，更名為駐荷蘭遠東商務辦事處（Far East Trade Office）。1990年7月24日，復更名為駐荷蘭臺北經濟文化辦事處（Taipei Economic and Cultural Office）。1996年7月12日，再更名為駐荷蘭台北代表處（Taipei Representative Office in the Netherlands）。
1981年1月9日，荷蘭則於台北設立類似功能的荷蘭貿易促進會台北辦事處（Netherlands Council for Trade Promotion, Taipei Office）。1990年11月1日，更名為荷蘭貿易暨投資辦事處（Netherlands Trade and Investment Office）。2020年4月27日，再更名為荷蘭在台辦事處（Netherlands Office Taipei）。

## 合作

### 軍事

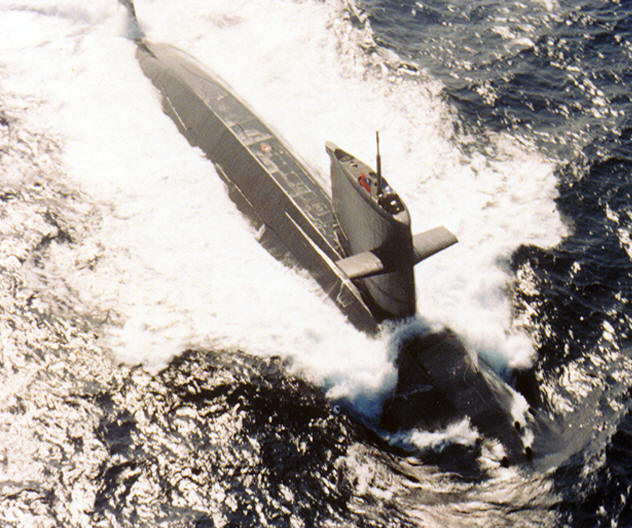
劍龍級潛艇（海龍號）

1980年代，中華民國政府執行「劍龍專案」，海軍計畫向荷蘭購買六艘劍龍級潛艇，但是中華人民共和國對荷蘭進行外交干涉，只完成海龍號、海虎號兩艘，後續四艘未能成交。中華人民共和國更因此採購案曾於1981年5月起將與荷蘭的外交關係降為代辦級，直到1984年2月1日起才回復為大使級。

#### 事件
2024年5月31日，荷蘭皇家海軍的七省級特羅姆普號巡防艦由南向北通過台灣海峽。

### 援助
2003年5月13日，對於嚴重急性呼吸系統綜合症（SARS）在全球擴散，荷蘭ING集團亞洲區總裁會見中華民國外交部長簡又新，並捐贈臺灣1萬2,000片醫用口罩，以協助控制疫情。
2020年4月1日，對於2019冠状病毒病疫情（COVID-19）在全球擴散，中華民國總統蔡英文宣布捐贈1,000萬片口罩給疫情嚴重的國家。外交部指出，其中700萬片給荷蘭在內的9個欧洲联盟成员国以及瑞士與英國、300萬片給美國、100萬片給中華民國的邦交國。

### 環境
為增進因應氣候變遷及治水防災能力，中華民國中央研究院在2014年9月與總部設在荷蘭的三角洲國際聯盟（Foundation Delta Alliance International，DA）簽署入會協定。

### 教育
近年來，台灣每年約有200名學生赴荷蘭就讀；荷蘭則約有130名學生抵臺研習。兩國的大專院校至2015年共簽署50多項合作備忘錄，以推動學術研究及教師學生交換合作計畫。
荷蘭於2012年成立「荷蘭―亞洲榮譽生暑期學程計畫」，之後每年選送13所研究型大學學生前往亞洲研習。2013年選送15名學生赴臺、2014年選送20名、2015年亦選送20名。

### 藝文
臺灣許多著名建築物是由荷蘭建筑设计師所設計的。例如：臺北表演藝術中心（大都會建築事務所）、高雄衛武營國家藝術文化中心（麥肯諾建築事務所），以及臺南河樂廣場、臺南順化果菜市場、臺北垂直村落（The Vertical Village）等亦都有MVRDV建築事務所參與設計。2024年2月，首次以荷蘭做為主題國的第32屆台北國際書展，也是由MVRDV負責設計荷蘭館。

## 經濟
2023年，荷蘭是中華民國在歐洲第2大貿易夥伴、第1大外資來源國、第2大投資目的國。

### 貿易
中華民國對外貿易發展協會（外貿協會）於第2大城鹿特丹設立台灣貿易中心。經濟部國際貿易署則在行政首都海牙設立駐荷蘭代表處經濟組。
| 年分 | 貿易總額       | 貿易總額 | 貿易總額 | 出口至荷蘭     | 出口至荷蘭 | 出口至荷蘭 | 自荷蘭進口     | 自荷蘭進口 | 自荷蘭進口 | 順逆差  |
| 年分 | 金額           | 年增減   | 排名     | 金額           | 年增減     | 排名       | 金額           | 年增減     | 排名       | 順逆差  |
| ---- | -------------- | -------- | -------- | -------------- | ---------- | ---------- | -------------- | ---------- | ---------- | ------- |
| 2017 | 8,448,383,550  | ▼1.9%    | 13       | 4,972,150,498  | ▲11.3%     | 12         | 3,476,233,052  | ▼16.2%     | 15         | 順差▲   |
| 2018 | 9,738,823,938  | ▲15.3%   | 13       | 5,855,833,369  | ▲17.8%     | 12         | 3,882,990,569  | ▲11.7%     | 15         | 順差▲   |
| 2019 | 13,743,127,265 | ▲41.1%   | 10       | 5,863,398,452  | ▲0.1%      | 11         | 7,879,728,813  | ▲102.9%    | 9          | 逆差 -- |
| 2020 | 12,605,805,279 | ▼8.3%    | 10       | 6,047,386,698  | ▲3.1%      | 9          | 6,558,418,581  | ▼16.8%     | 10         | 逆差▼   |
| 2021 | 18,312,727,751 | ▲45.3%   | 11       | 8,079,599,743  | ▲33.6%     | 10         | 10,233,128,008 | ▲56.0%     | 10         | 逆差▲   |
| 2022 | 19,000,277,755 | ▲3.8%    | 12       | 8,852,979,592  | ▲9.6%      | 9          | 10,147,298,163 | ▼0.8%      | 12         | 逆差▼   |
| 2023 | 20,393,789,878 | ▲7.3%    | 10       | 12,926,955,506 | ▲46.0%     | 8          | 7,466,834,372  | ▼26.4%     | 11         | 順差 -- |
| 2024 | 14,727,572,197 | ▼27.8%   | 13       | 9,688,050,089  | ▼25.1%     | 10         | 5,039,522,108  | ▼32.5%     | 14         | 順差▼   |

2023年的兩國貿易項目如下：
出口至荷蘭的前10大項目為：自動資料處理機、磁性或光學閱讀機；特定用途機器之零件與附件；電話機（包括智能手机），以及其他傳輸或接收聲音、圖像之有線或无线网络通訊器具；機器腳踏車與腳踏車裝有輔助動力者、邊車；集成电路；車輛之零件與附件；鋼鐵製螺釘、螺栓、螺帽、螺旋鈎、車用螺釘、鉚釘、橫梢、開口梢、墊圈與類似製品；非動力之兩輪與其他腳踏車；碟片、磁带、固態非揮發性儲存裝置、智慧卡與其他錄音或錄製之媒體；無線電廣播或电视之傳輸器具、攝影機、数码相机等。
自荷蘭進口的前10大項目為：製造半导体、集成电路與平面顯示器用之機器與器具、零件與附件；特殊物品，含進口未超過5萬新臺幣之小額報單與其他零星物品；石油與提自瀝青礦物之油類（原油除外）、以石油或瀝青質礦物為基本成份之未列名製品、廢油；自動資料處理機、磁性或光學閱讀機；麥芽釀造啤酒；計量或檢查用儀器與器具、定型投影機；光學透鏡、稜鏡、反射鏡與其他光學元件；其他鋼鐵製品；醫藥製劑；食物調製品等。

### 投資
根據中華民國經濟部投資審議司統計，臺商自1986年首度對荷蘭投資，至2024年1月的總投資金額約43億2,545萬美元，計有227件，臺商家數約200－250家。臺灣上市、上櫃公司多選擇荷蘭做為歐洲地區的行銷、倉儲、研發、財務、售後維修等總部。以資訊及通訊科技（ICT）相關產業為主，例如：華碩、宏碁、研華科技、微星科技、技嘉科技、聯華電子、台達電子、群創光電、纬创资通、鴻海科技集團、台灣積體電路製造等；传统产业例如：東元電機、南港輪胎、正新輪胎、桂盟國際、永光化學、捷安特、美利達工業、堤維西交通工業等；少數則從事航空、海運、金融（兆豐國際商業銀行）、物流等服務業。在荷蘭的臺商均以全歐洲為其腹地，由臺灣選派的管理幹部，亦具備良好英文能力。臺商選擇荷蘭做為歐洲營運總部的主要考量是該國優良的賦稅環境、英文的普及，以及發達的物流業。目前已成立荷蘭臺灣商會。
根據中華民國經濟部投資審議司統計，荷蘭自1963年首度對臺灣投資，至2024年1月的總投資金額約383億1,731萬美元，計有813件。主要投資業別：金融保險業、批發零售業、電力與燃氣供應業、機械設備業。

### 會展
目前舉辦的有：臺荷次长級經濟對話會議（2023年）、臺荷經濟合作會議（2024年舉辦第28屆）、臺荷農業合作會議（2024年舉辦第19屆）、臺荷能源與創新領域合作會議（2023年第8屆）。
荷蘭最大的亞洲連鎖超市—東方行（Amazing Oriental）曾連續數年與中華民國對外貿易發展協會（外貿協會）舉辦臺灣美食節；荷蘭第二大亞洲連鎖超市—華南行（Wah Nam Hong supermarkets）於2023年與外貿協會舉辦荷蘭臺灣食品節。

## 協定
| 日期           | 簽署                                                                                     | 備註         |
| -------------- | ---------------------------------------------------------------------------------------- | ------------ |
| 1928年12月19日 | 《中和關稅條約》                                                                         | 條約稱呼和蘭 |
| 1930年2月6日   | 《中荷外交官領事官等用品相互免稅辦法換文》                                               |              |
| 1933年4月4日   | 《解決中和庚款換文》                                                                     |              |
| 1945年5月29日  | 《中荷關於放棄在華治外法權及處理有關問題條約》                                           |              |
| 1947年12月6日  | 《中華民國政府與荷蘭王國政府間空中運輸協定》                                             |              |
| 1987年8月15日  | 《中華航空公司與荷蘭馬丁航空公司間航空貨運協定》                                         |              |
| 1989年6月7日   | 《駐海牙遠東商務辦事處與荷中經濟合作委員會間互免海運事業所得稅議定書》                   |              |
| 1989年10月20日 | 《臺北國家科學委員會與海牙荷蘭科學研究組織間科學合作備忘錄》                             | [ 註 4 ]     |
| 1993年6月7日   | 《中華民國國家標準實驗室與荷蘭計量研究院技術合作協議》                                   |              |
| 1993年10月4日  | 《台北農業委員會與海牙農業自然管理暨漁業部間農業合作協定》                               | [ 註 5 ]     |
| 1994年9月20日  | 《中華民國台灣郵政總局與荷蘭郵政總局間國際商業回郵服務協定》                             |              |
| 2000年9月      | 《交通部民用航空局與荷蘭民用航空局機密瞭解備忘錄》                                       | [ 31 ]       |
| 2001年1月27日  | 《駐荷蘭台北代表處與駐台北荷蘭貿易暨投資辦事處避免所得稅雙重課稅及防杜逃稅協定暨議定書》 | [ 註 6 ]     |
| 2001年11月12日 | 《駐荷蘭台北代表處與荷蘭貿易暨投資辦事處相互承認專利優先權協定》                         | [ 註 7 ]     |
| 2006年6月7日   | 《行政院金融監督管理委員會與荷蘭金融市場管理局換文》                                     |              |
| 2009年3月4日   | 《臺荷關於洗錢、資助恐怖主義及相關犯罪之情資交換合作瞭解備忘錄》                         | [ 註 8 ]     |
| 2012年2月18日  | 《台荷雙邊創新研發合作備忘錄》                                                           | [ 註 9 ]     |
| 2015年9月3日   | 《臺荷能源暨創新合作備忘錄》                                                             |              |
| 2019年8月23日  | 《臺荷科學及技術合作瞭解備忘錄》                                                         |              |
| 2019年12月16日 | 《台荷度假打工瞭解備忘錄》                                                               | [ 註 10 ]    |
| 2019年12月19日 | 《臺荷創新與新創事業瞭解備忘錄》                                                         |              |

## 簽證

持中華民國護照的中華民國國民簽證要求分布圖：入境荷蘭可以「申根區免簽證」。

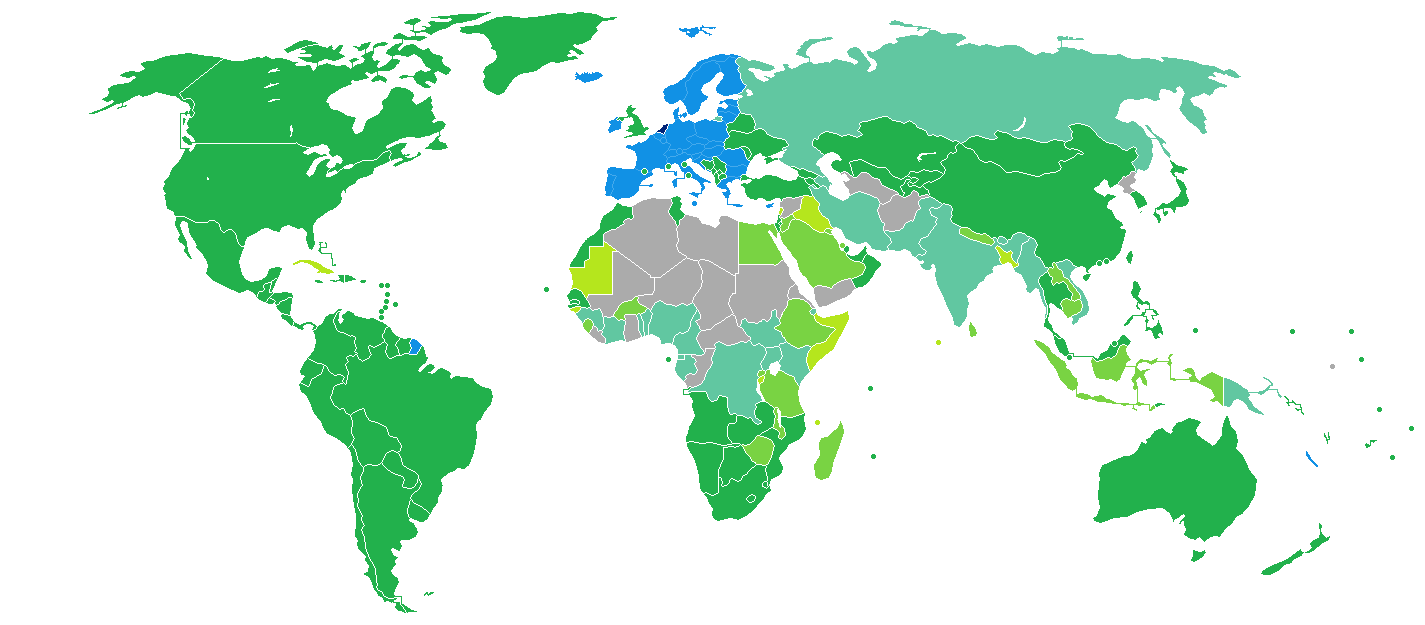
持歐盟的荷蘭護照之荷蘭國民簽證要求分布圖：入境中華民國可以免簽證。

歐洲申根區給予持有載明身分證字號的中華民國護照之中華民國國民可以申根區免簽證入境，停留日數與申根區合併計算，每6個月期間內總計可停留90天。經荷蘭轉機至申根區，或前往荷屬的阿魯巴與库拉索（停留30天）、博奈尔（停留90天）亦可免簽證。
荷蘭國民持有歐盟護照者也可以免簽證的方式入境中華民國，停留最多90天。
此外，兩國每年皆提供特定名額的18－30歲青年為期1年的度假打工簽證（皆必須未曾取得此種簽證）。

## 交通

### 航空
1983年，中華民國與荷蘭正式簽署通航協定，雙方航空公司均有對飛。在土耳其航空於2015年3月31日開航之前，荷蘭皇家航空曾長期是唯一飛航台灣的歐洲國家航空公司（以子公司荷蘭亞洲航空，KLM Asia，簡稱荷亞航名義執飛）。
2012年3月26日，荷蘭經濟部對外經濟關係司總司長訪台，參加荷航阿姆斯特丹直飛台北首航典禮，並拜會外交部、經濟部。荷蘭經濟部執行司總司長亦於同月訪台。
雙邊航班來往的城市如下（截至2023年7月12日）：

#### 客運
| 中華民國 | 荷蘭                                                                                               |
| -------- | -------------------------------------------------------------------------------------------------- |
| 臺北     | 阿姆斯特丹（中華航空直飛）（荷蘭皇家航空中途停靠首爾，2023年10月29日起直飛、長榮航空中途停靠曼谷） |

#### 貨運
| 中華民國 | 荷蘭                       |
| -------- | -------------------------- |
| 臺北     | 阿姆斯特丹（中華航空貨運） |

#### 事件
2020年3月14日，對於2019冠状病毒病疫情在全球擴散，中華民國衛生福利部的中央流行疫情指揮中心將歐洲升級為「第三級警告」：避免至當地所有非必要旅遊。荷蘭皇家航空宣布自15日暫停雙邊客運航班至23日。

### 駕車
持有中華民國汽車駕駛執照（中文正本、英文譯本）、中華民國護照、荷蘭居留證等資料，並在臺灣居住滿185天以上，無需筆試或路試，可申請荷蘭駕駛執照；若取得駕駛執照超過10年可直接換照，免舉證在台停留天數。

## 外部連結
| - 中華民國外交部－荷蘭王國簡介 （页面存档备份，存于） - 駐荷蘭台北代表處（Facebook、Twitter、僑務秘書） - 外交部領事事務局－國外旅遊警示分級表 - 中華民國衛生福利部－國際旅遊疫情建議等級 - 中華民國國際經濟合作協會 （页面存档备份，存于） - 鹿特丹台灣貿易中心（Facebook） - 臺灣荷蘭商會的Facebook專頁 - 荷蘭臺灣專業青年協會（Facebook） | - 荷蘭在臺辦事處（Facebook、Twitter、LinkedIn） - 荷蘭教育推廣協會（Facebook） |